# Mètode Callan
El Mètode Callan (Callan Method) és un mètode per aprendre anglès com a segona llengua. Aquest mètode va ser dissenyat el 1959 per Robin Callan després d'anys d'experiència com a professor per a estrangers.
Es tracta d'un sistema d'aprenentatge natural de la llengua anglesa organitzat en 14 nivells d'aprenentatge; va ser editat el 1960 en 14 llibres de text, cadascun corresponent a un nivell. En ser quatre vegades més ràpid que els habituals de l'època, el seu desenvolupament va suposar un punt d'inflexió en l'ensenyament de llengües. Des de llavors s'ha fet servir en acadèmies i classes de més de 25 països del món.
El Mètode Callan és un sistema derivat del mètode natural d'aprenentatge: prioritza la conversació, la comprensió auditiva i l'estímul de la memòria a través d'un enfocament pràctic. L'objectiu és que l'alumne comenci a parlar l'anglès des del primer moment, tal com s'ensenya a les acadèmies regides per aquest mètode
L'any 2008, Robin Callan va redissenyar el sistema per al "Teach-Each-Other", amb el qual els alumnes poden ensenyar-se mútuament l'anglès tot seguint l'esquema plantejat per a cada lliçó i intercanviant els rols professor-alumne.

## Història
L'evolució en dades
- 1961: Robin Callan funda la primera escola a Salern (Itàlia).
- 1971: S'obre una nova escola a Milà (Itàlia).
- 1997: 70 classes, 2400 alumnes a Londres (Regne Unit).
- 2001: El Mètode Callan es fa servir a 25 països del món.
- 2012: Actualment, aquest mètode s'imparteix en nombroses acadèmies de l'estat espanyol, com les de Madrid, Barcelona[3] o València.[4]

## Metodologia
El Mètode Callan està basat en l'entrenament de diferents habilitats pràctiques. Cada lliçó es divideix en tres blocs: 
1. Sentir i parlar
2. Repetir i assimilar
3. Llegir i escriure

Com és una classe? Als dos primers blocs, el professor manté un diàleg amb els alumnes a través del sistema pregunta-resposta amb una alta velocitat d'interacció perquè cada alumne respongui a una mitjana de 50 preguntes cada hora.
D'aquesta manera el professor aconsegueix que l'alumne no tingui temps per traduir mentalment les preguntes a la seva llengua materna, una de les principals dificultats a superar en l'aprenentatge d'idiomes.

## Garanties
Segons la Universitat de Cambridge, perquè un alumne aconsegueixi el nivell del Cambridge Preliminary necessita unes 350 h d'estudi, equivalents a 4 anys acadèmics. Amb el Mètode Callan caldran només 80 hores, un sol any, i 160 hores addicionals per al Cambrigde First Certificate.

## Avantatges
- És vàlid per a qualsevol edat i nivell de coneixement de l'idioma.
- El sistema de pregunta-resposta guionitzat permet que l'alumne comenci a parlar anglès des del primer minut, cada cop amb més llibertat en respondre segons els coneixements que va adquirint.
- La gramàtica s'aprèn de manera pràctica, a través de la repetició de frases amb estructures diferents que es fixen de manera natural a la memòria.
- La velocitat d'interacció cerca la proactivitat en l'aprenentatge per part de l'alumne. En involucrar l'alumne de forma activa, manté l'atenció durant tota la lliçó per aprofitar el seu temps al màxim.
- Després de cada lliçó, l'alumne ha de fer un repàs de 15 minuts a casa.

## Inconvenients
Els detractors d'aquest mètode afirmen que en mantenir-se sense canvis des de la seva primera edició als anys 60, el sistema ha perdut en "frescor". En tractar-se d'un sistema d'aprenentatge diferent als mètodes tradicionals per aprendre anglès, l'alumne pot trigar un parell de lliçons a acostumar-se al nou sistema.